# Kennet Williamsson

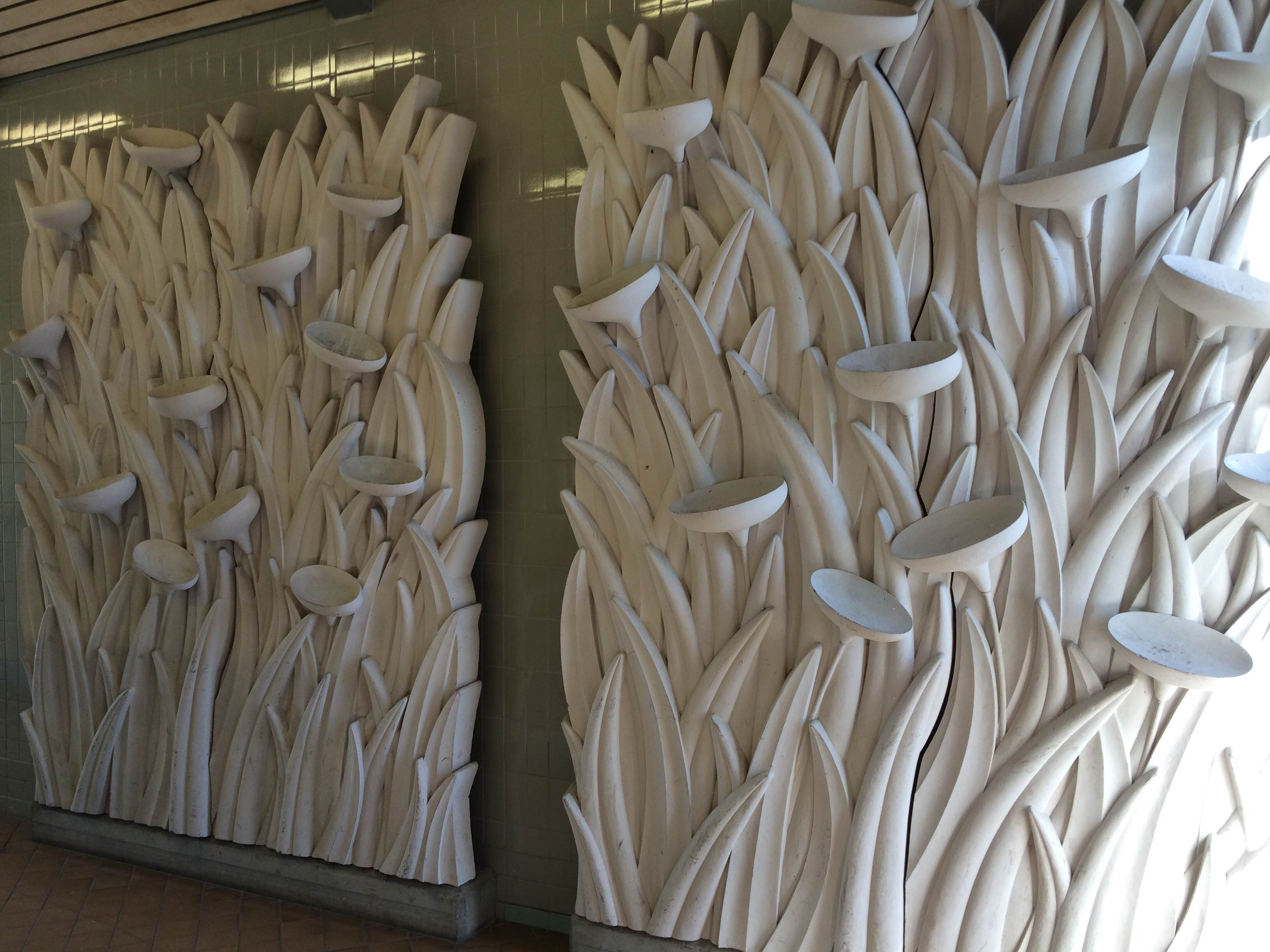
Från tvåflodslandet. Betongrelief av Kennet Williamsson på Spånga pendeltågsstation

Kennet Williamsson, egentligen John Gert Kenneth Williamsson, född 29 april 1951 i Örebro, är en svensk keramiker och konstnär. Han är bosatt i Zinkgruvan i södra Närke.

## Biografi
Kennet Williamsson växte upp i Östansjö i Närke. Modern var sjukvårdsbiträde, fadern resemontör. Hans intresse för keramik väcktes när han som trettonåring såg ett tv-program om drejning. Han fick sedan göra högstadiets pryo hos keramikern Ulla Viotti och fortsatte att arbeta hos henne på helger och sommarlov. Kennet Williamsson har ingen formell konstnärlig utbildning, är i huvudsak autodidakt men har också lärt sig hantverket genom att arbeta med keramikerna Lis Husberg, Märit Lindberg-Freund och i två år med Bertil Vallien och Ulrica Hydman-Vallien. Han blev redan som mycket ung uppmärksammad i svenska konst- och hantverkskretsar. Hans första utställning var på ett galleri i Stockholm 1971 och samma år köpte Nationalmuseum ett verk av honom. Han har sedan kommit att bli representerad på många museer i Sverige och i andra länder.
Vid sidan av sitt arbete som konstnär har Kennet Williamsson även verkat som lärare på Konstfack, Högskolan för design och konsthantverk i Göteborg och på Capellagården på Öland. Han uppbär sedan 1992 statlig inkomstgaranti, ”konstnärslön”.
Kennet Williamssons dotter Sunna Jonsdotter är också keramiker.

## Verksamhet
Kennet Williamsson har genom alla år varit mycket influerad av andra konstnärer. I olika perioder har han tagit intryck av japansk keramik, Kaj Franck, Jackson Pollock, Kazimir Malevitj, Yves Klein, Tony Cragg och Anish Kapoor med flera. Han refererar till andra konstnärer - härmar, tolkar och hedrar. (Redan krukan som Nationalmuseum köpte in 1971 var inspirerad av ett föremål, en räfflad Gevaliaburk i plåt.) Han har också ofta samarbetat med andra konstnärer, bland andra Signe Persson-Melin, Channa Bankier, Tom Hedqvist och Pasi Välimaa. Han är både en traditionell krukmakare och en experimenterande skulptör, gör både bruksföremål som muggar och skålar, offentlig utsmyckning, installationer och annan konst. En tid använde han egentillverkad lera från trakten. Ett vanligt tema har varit kärl och hålrum i olika former, men han har ständigt prövat nya uttryck och tekniker, även glaskonst.
I en intervju 2018 säger han att slutat tävla, han inget behov längre att vara personlig utan söker enkelhet.

## Offentlig utsmyckning
- Brandbergens skola i Haninge 2002, ”Paradisträdgården”.[6]
- Spånga pendeltågsstation 2005, betongrelief ”Från tvåflodslandet”.[7]
- Universitetssjukhuset i Örebro, ”Once upon a time there was an ocean, now it's just a mountain range”.[8]
- Ängens vårdcentral i Örebro 2011, stengods. [9]

## Utmärkelser och stipendier
- Nerikes Allehandas kulturpris 1987.
- Statlig inkomstgaranti 1992.[10]
- Edstrandska stiftelsens konstnärsstipendium 1998.[11]
- Villeroy & Boch Gustavsbergs keramikstipendium 2005.
- Prins Eugens medalj för konstnärlig gärning 2006.
- Höganäs keramikstipendiat 2018.[12]

## Sagt om Kennet Williamsson
En av de konstnärer som Kennet Williamsson samarbetat med är Channa Bankier. Hon beskriver honom som en eklektiker, en som lånar idéer från andra och sedan gör något alldeles eget av idéerna.
| ”                                               | Det var det som var så maxat med Kennet. Motsättningen mellan hans grejer - som är så suveränt enkla, så lugna och avklarnade - och han själv, den där råttlika, ordrika och oerhört charmerande människan som rusar fram genom livet, springer runt som en jävla dåre. Att jobba med honom var en upplevelse. Allt var kaos, gick inte att styra. Ändå slutade allt i ett totalt lugn. | „ |
| – Channa Bankier citerad i Gyllenstierna (2014) | |   |